# Костабисара
Костабиса̀ра (на италиански: Costabissara; на венециански: Costa, Коста) е градче и община в Северна Италия, провинция Виченца, регион Венето. Разположено е на 51 m надморска височина. Населението на общината е 7436 души (към 2015 г.).